# Кардозу, Лисиниу Атанасиу
Лисиниу Атанасиу Кардозу (порт. Licínio Atanásio Cardoso; 2 мая 1852, Лаврас-ду-Сул, Бразилия — 1 июня 1926, Лиссабон, Португалия) — бразильский учёный-медик, гомеопат, педагог, математик. Доктор наук (1900).

## Биография

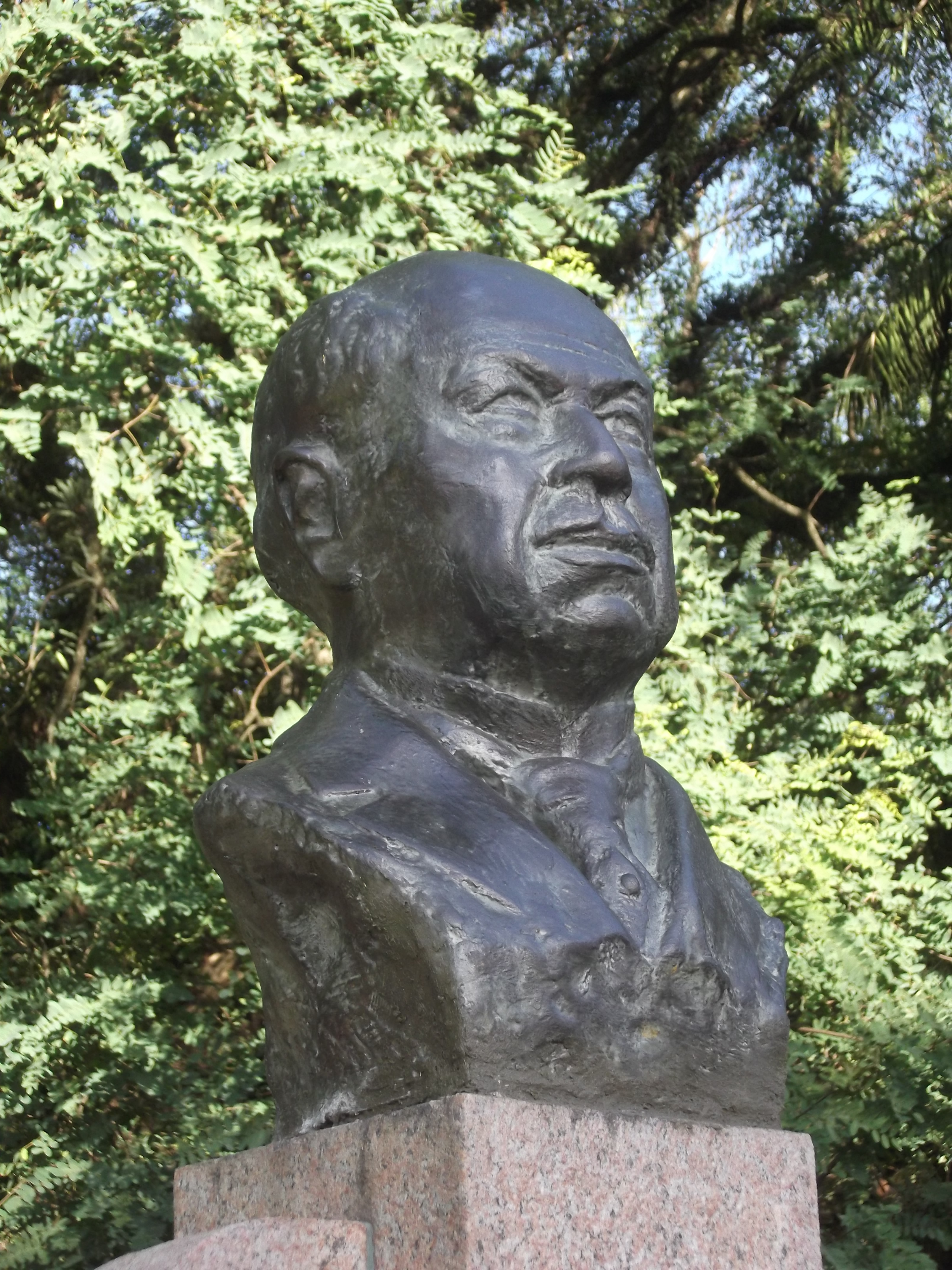
Бюст Лисиниу Атанасиу Кардозу

В 1874 году окончил военное училище. В 1879 году — военно-технический институт, в следующем году был назначен преподавателем курса военных инженеров. С 1885 года — капитан, в следующем году стал профессором математики в Политехнической школе в Рио-де-Жанейро (ныне Федеральный университет Рио-де-Жанейро). Автор нескольких работ в области математики.
Продолжил обучение. В возрасте 43 лет он поступил в медицинскую школу Рио-де-Жанейро. В 1900 году окончил медицинский факультет, посвятив себя гомеопатии.
Со временем стал руководителем Бразильского института гомеопатии, боролся за преподавание курса гомеопатии на медицинском факультете университета Рио-де-Жанейро.
В апреле 1912 года основал колледж, в 1916 году — гомеопатическую больницу.
В 1923 году опубликовал работу Dyniotherapia autonosica, посвящённую аутогемотерапии.
Его сын Висенте (1889—1931), инженер-строитель, писатель.

## Память
- В Лаврас-ду-Сул установлен бюст Лисиниу Атанасиу Кардозу.
- Почта Бразилии в 1952 году выпустила марку, посвящённую 100-летнему юбилею учёного.